# Charlotte Maria Tucker
Charlotte Maria Tucker (8 de mayo de 1821 - 2 de diciembre de 1893) fue una escritora inglesa, quien escribía bajo el seudónimo A.L.O.E. (A Lady Of England, lo cual significa «una dama de Inglaterra»).

## Biografía
Charlotte Maria Tucker nació cerca de Barnet, Middlesex, hija de Henry St. George Tucker (1771-1851), un distinguido oficial de la British East India Company. Desde 1852 hasta su fallecimiento escribió varias historias para niños, la mayor parte de ellas alegóricas con una intención moralista obvia, y destinó sus ganancias a caridad. En 1875 abandonó Inglaterra y se mudó a la India para trabajar como misionera, en donde falleció, el 2 de diciembre de 1893, en la ciudad de Amritsar.